# Deontostoma magnificum
Deontostoma magnificum är en rundmaskart som först beskrevs av Timm 1951.  Deontostoma magnificum ingår i släktet Deontostoma och familjen Leptosomatidae. Inga underarter finns listade i Catalogue of Life.